# 佩利什马农村居民点
佩利什马农村居民点（俄语：Сельское поселение Пельшемское）是俄罗斯联邦沃洛格达州索科尔区所属的一个农村居民点。其下辖有26个居民点，行政中心为马尔科夫斯科耶。据2015年统计，该农村居民点的人口为524人。